# دانگکوکا
دانگکوکا (به لاتین: Dangquka) یک شهرک در جمهوری خلق چین است که در شهرستان دامشونگ واقع شده‌است. دانگکوکا ۴٬۲۸۸ متر بالاتر از سطح دریا واقع شده‌است.